# Mouzieys-Panens
Mouzieys-Panens là một xã trong tỉnh Tarn thuộc vùng Occitanie ở miền nam nước Pháp. Xã này nằm ở khu vực có độ cao trung bình 260 mét trên mực nước biển.
Thị trấn có sông Cérou chảy qua. Xã có tòa lâu đài thế kỷ 12 được xây bởi Guillaume de Cadolhe. 